# 대한민국의 축구 응원 문화
대한민국의 축구 응원 문화에 대한 개괄적인 문서이다.

## 국가대표팀
대한민국 축구 국가대표팀의 응원 문화는 붉은악마와 길거리 응원으로 대표된다.

## K리그
다른 국내 프로스포츠와 비슷하게 치어리더가 응원을 유도하는 문화에서 1990년대 후반부터 서포터스가 응원을 주도하는 문화가 보편화되었다.

## 같이 보기
- 대한민국의 야구 응원 문화